# Traktat graniczny z 1359 roku
Traktat graniczny z 11 listopada 1359 pomiędzy ziemią lubelską a księstwem chełmskim – jeden z nielicznych dokumentów opisujących przebieg średniowiecznej granicy polsko-litewskiej odzwierciedlającej w znacznym stopniu dawną granicę polsko-ruską.
Został podpisany w dniu Św.Marcina (11 listopada) 1359 roku w nieoznaczonym miejscu pomiędzy Polską reprezentowaną przez Grota z Chrobrzan herbu Rawa – starostę lubelskiego (występującego w imieniu króla Kazimierza Wielkiego) a Litwą reprezentowaną przez Andrzeja Szerkalicza z Krupego – wojewodę i starostę ziemi chełmskiej (występującego w imieniu Jerzego Narymuntowicza księcia bełskiego, chełmskiego i pińskiego).
Traktat zawarto 'w przytomności rady starców – mężów zacnych' (w oryg.'antiquos viros'), po sześciu dla każdej ze stron.
Lewą (polską, lubelską) stronę reprezentują;
Jakub Marzina, Wacław – kmieć z Oleśnik, Swarton Capusta z Suchodołów, Morisz oraz Mikołaj z Krzczonowa i Wojsław Żółkowski z Częstoborowic.
Prawą (ruską, chełmską) stronę reprezentują;
Cucz z Obornow, Iwan Squala i jego ojciec Chodor Sqweczicz ze Stężycy, Andriej z Gorzkowa, Stebli z Płonki oraz Olexa Pelczicz z Chłaniowa.
Granicę przeprowadzono pomiędzy parami wsi: Oleśniki i Dobryniów, Suchodoły i Stężyca, Częstoborowice i Gorzków, Pilaszkowice i Żółkiewka.
Wraz z zachowanymi dokumentami traktatów polsko-litewskich (traktat rozejmu z roku 1352 oraz traktat pokojowy z 1366 roku) stanowi on ważne źródło pisane obrazujące dzieje tego regionu.
To ustalenie linii granicznej weszło na trwałe do historii, gdyż 300 lat później ta sama prawie linia rozgranicza województwo lubelskie od ruskiego (por. mapy z Atlasu Jabłonowskiego), a szerzej i trwalej biorąc – Lubelszczyznę od Chełmszczyzny i Zamojszczyzny.